# Panamerikanische Spiele 2015/Leichtathletik – Diskuswurf der Frauen
Der Diskuswurf der Frauen bei den Panamerikanischen Spielen 2015 fand am 24. Juli im CIBC Pan Am und Parapan Am Athletics Stadium in Toronto statt.
Elf Diskuswerferinnen aus sieben Ländern nahmen an dem Wettbewerb teil. Die Goldmedaille gewann Denia Caballero mit 65,39 m, Silber ging an Yaimé Pérez mit 64,99 m und die Bronzemedaille gewann Gia Lewis-Smallwood mit 61,26 m.

## Rekorde
Vor dem Wettbewerb galten folgende Rekorde:
| Weltrekord        | Gabriele Reinsch | 76,80 m | Neubrandenburg, Deutsche Demokratische Republik | 9. Juli 1988     |
| Rekord der Spiele | Yarelys Barrios  | 66,40 m | Panamerikanische Spiele in Guadalajara, Mexiko  | 28. Oktober 2011 |

## Ergebnis
24. Juli 2015, 10:05 Uhr
| Platz | Athletin            | Land               | 1. Versuch | 2. Versuch | 3. Versuch | 4. Versuch                                  | 5. Versuch                                  | 6. Versuch                                  | Weite (m) |
| ----- | ------------------- | ------------------ | ---------- | ---------- | ---------- | ------------------------------------------- | ------------------------------------------- | ------------------------------------------- | --------- |
|       | Denia Caballero     | Kuba               | x          | 62,71      | 65,39      | x                                           | x                                           | x                                           | 65,39     |
|       | Yaimé Pérez         | Kuba               | 58,74      | 62,05      | 64,99      | 60,33                                       | x                                           | 64,23                                       | 64,99     |
|       | Gia Lewis-Smallwood | Vereinigte Staaten | x          | 60,17      | x          | 61,26                                       | 60,48                                       | x                                           | 61,26     |
| 4     | Fernanda Martins    | Brasilien          | 59,46      | x          | x          | 60,50                                       | 59,45                                       | 58,38                                       | 60,50     |
| 5     | Karen Gallardo      | Chile              | 58,31      | x          | 57,32      | x                                           | 56,02                                       | 59,11                                       | 59,11 SB  |
| 6     | Andressa de Morais  | Brasilien          | 58,08      | x          | 56,66      | x                                           | 57,75                                       | 56,21                                       | 58,08     |
| 7     | Kelsey Card         | Vereinigte Staaten | 55,71      | 57,00      | 54,14      | 56,66                                       | x                                           | 56,18                                       | 57,00     |
| 8     | Rocío Comba         | Argentinien        | 50,95      | 55,63      | x          | x                                           | 55,80                                       | x                                           | 55,80     |
| 9     | Aixa Middleton      | Panama             | x          | 50,62      | x          | nicht im Finale der besten acht Werferinnen | nicht im Finale der besten acht Werferinnen | nicht im Finale der besten acht Werferinnen | 50,62     |
| 10    | Alanna Kovacs       | Kanada             | 49,08      | x          | x          | nicht im Finale der besten acht Werferinnen | nicht im Finale der besten acht Werferinnen | nicht im Finale der besten acht Werferinnen | 49,08 SB  |
| 11    | Marie-Josée Le Jour | Kanada             | 44,67      | x          | 43,74      | nicht im Finale der besten acht Werferinnen | nicht im Finale der besten acht Werferinnen | nicht im Finale der besten acht Werferinnen | 43,74     |